# Cargolet inca
El cargolet inca (Pheugopedius eisenmanni) és un ocell de la família dels troglodítids (Troglodytidae).

## Hàbitat i distribució
Habita els boscos andins de Cusco, a l'est del Perú.